# Voyage en Tunisie
Le Voyage en Tunisie (allemand : Die Tunisreise) est un voyage important dans l'histoire de l'art, que les trois peintres Paul Klee, August Macke et Louis Moilliet ont effectué en Tunisie en avril 1914. Lors de ce voyage, Klee et Macke en particulier ressentent de fortes impressions de couleurs, de formes et de lumière qui influencent durablement leur création artistique à l'aube de l'art abstrait moderne. Le voyage est le sujet de nombreuses réflexions et analyses sur l'histoire de l'art, qui voient dans ce voyage le dépassement de l'expressionnisme allemand vers l'art non-figuratif, abstrait et moderne, en particulier chez Paul Klee. Il est considéré par l'histoire de l'art comme un événement clé dans l'art du XXe siècle.

## Antécédents
August Macke s'intéresse déjà à l'art oriental vers 1910. On trouve ainsi des tableaux et des tentures murales de sa main représentant des personnages habillés à l'orientale. Il est inspiré par la visite d'une exposition à Munich qui présente de l'art musulman en mai 1910. Cette exposition s'inspire de la vision et des attentes romantiques des Européens du centre de l'Europe vis-à-vis de l'art oriental, influencées par les légendes et les contes de fées, telles que représentées par la peinture romantique européenne occidentale du XIXe siècle, dans laquelle l'Orient est dépeint comme un symbole de richesse, de cruauté, de sensualité et de danger, ce qui n'est rien de plus que la projection des propres désirs des Européens, par exemple chez Eugène Delacroix dans son tableau La Mort de Sardanapale de 1822. Henri Matisse, qu'August Macke apprécie, se rend plusieurs fois en Afrique du Nord (1911-1912 et 1912-1913). Ses œuvres sont présentes dans des collections allemandes, notamment chez Bernhard Koehler, le mécène d'August Macke,,.
Louis Moilliet séjourne déjà en Tunisie en 1907 et 1909-1910 et y connaît quelque peu le pays. Il fait la connaissance d'August Macke à l'occasion de son voyage de noces à Berne, où les jeunes mariés Macke sont hébergés dans la pension de sa mère. Paul Klee connaît déjà Moilliet depuis ses années de lycée en 1903. Les connaissances de Moilliet sur la Tunisie consistent en sa relation avec un couple de médecins bernois, Ernst Jäggi et Rosa Jäggi-Müller, chez qui il peut séjourner en tant qu'invité. En 1911, Klee et Macke, qui travaille à l'époque à Hilterfingen, se rencontrent par hasard chez Moilliet, qui habite à Gunten (de). En janvier 1914, ils se rencontrent à nouveau, cette fois chez Macke, et Klee propose d'entreprendre un voyage commun en Tunisie. Comme les trois ont besoin d'un soutien financier, on cherche des donateurs et des mécènes. Les tableaux réalisés pendant et après le voyage doivent servir de contrepartie. Ainsi, après le voyage, Paul Klee cède des œuvres d'une valeur de 500 francs au pharmacien Bornand de Berne. Macke réussit à convaincre son collectionneur Bernhard Koehler de soutenir financièrement le voyage. La mère de Moilliet est en revanche sceptique, mais les Jäggi de Tunis promettent de remédier à la situation et les trois peuvent être hébergés dans leur maison de campagne locale. Moilliet se procure l'argent du voyage auprès de ses connaissances. En échange du gîte et du couvert, les peintres doivent peindre une chambre dans la maison de campagne de Jäggi,.
Paul Klee tient un journal méticuleusement précis lors de ce voyage, ce qui permet une reconstitution exacte avec ses étapes. Le 4 avril 1914, Klee et Moilliet se rendent en train à Marseille pour y rencontrer Macke, qui est déjà arrivé et y a assisté à une corrida. Deux jours plus tard, ils embarquent à bord du paquebot Carthage, qui arrive à Tunis le 7 avril. Ils sont pris en charge par la famille Jäggi. Moilliet et Klee peuvent d'abord se loger dans l'appartement en ville des Jäggi, tandis que Macke a assez d'argent pour descendre au Grand Hôtel de France.

## Séjour à Tunis, Hammamet et Kairouan
Les artistes passent la journée en dehors de la ville, dans la banlieue de Saint-Germain (actuelle Ezzahra), où les Jäggi ont une maison de campagne au bord de la mer. On écrit, on dessine et les premières aquarelles voient le jour. Macke et Klee commencent à peindre une pièce de la maison. Klee peint un Arabe et une Arabe à gauche et à droite de la cheminée, Macke réalise sur un autre mur une scène de marché avec un âne aux couleurs vives de l'eau. Ils font des excursions à Carthage et visitent des villes arabes qui n'ont pas le caractère colonial européen de Tunis, mais aussi le village d'artistes de Sidi Bou Saïd. Le 14 avril, ils séjournent à Hammamet et, le 15, ils se rendent à Kairouan. C'est là que sont créées les œuvres les plus importantes du voyage. Les impressions sont si fortes pour Klee qu'il veut repartir pour Tunis dès le 17 avril. Les deux autres le suivent. Le 19, Klee rentre en Europe : il prend le bateau à vapeur Capitaine Pereire jusqu'à Palerme, puis le train jusqu'à Naples et arrive à Berne le 22 avril. Moilliet et Macke y restent encore quelques jours. Macke est ravi et écrit à son mécène Bernhard Koehler : « Maintenant, la gloire a bientôt pris fin [...] Plus on s'éloigne de l'Orient, plus on apprend à l'apprécier ».

## Œuvres créées
Macke peint la plupart des tableaux lors de ce voyage ; l'historien de l'art Hans Christoph von Tavel parle en 1982 de cinquante aquarelles et de « très nombreux dessins ». À cela s'ajoutent de nombreuses photos. Pour Klee, il avance le chiffre de cinquante œuvres, composées d'aquarelles, de dessins à la plume et au crayon, d'un dessin au pinceau et d'une peinture à l'huile sur carton. Moilliet n'a que peu peint durant ce voyage. On lui attribue trois aquarelles et cinq dessins. En revanche, Peter Fischer, ancien directeur du Centre Paul-Klee, donne des chiffres plus actuels issus de la recherche. Dans sa préface au catalogue Die Tunisreise 1914, il fait état de 33 aquarelles et de 79 dessins dans trois carnets d'esquisses, que Macke a créés lors de son voyage. Pour Klee, il s'agit de trente aquarelles et treize dessins, et pour Moilliet de trois aquarelles et onze dessins. Louis Moilliet a assumé le rôle d'organisateur et de guide lors du voyage, après tout il avait déjà visité le pays auparavant.

Motiv aus Hammamet de Paul Klee, Kunsthalle Basel.
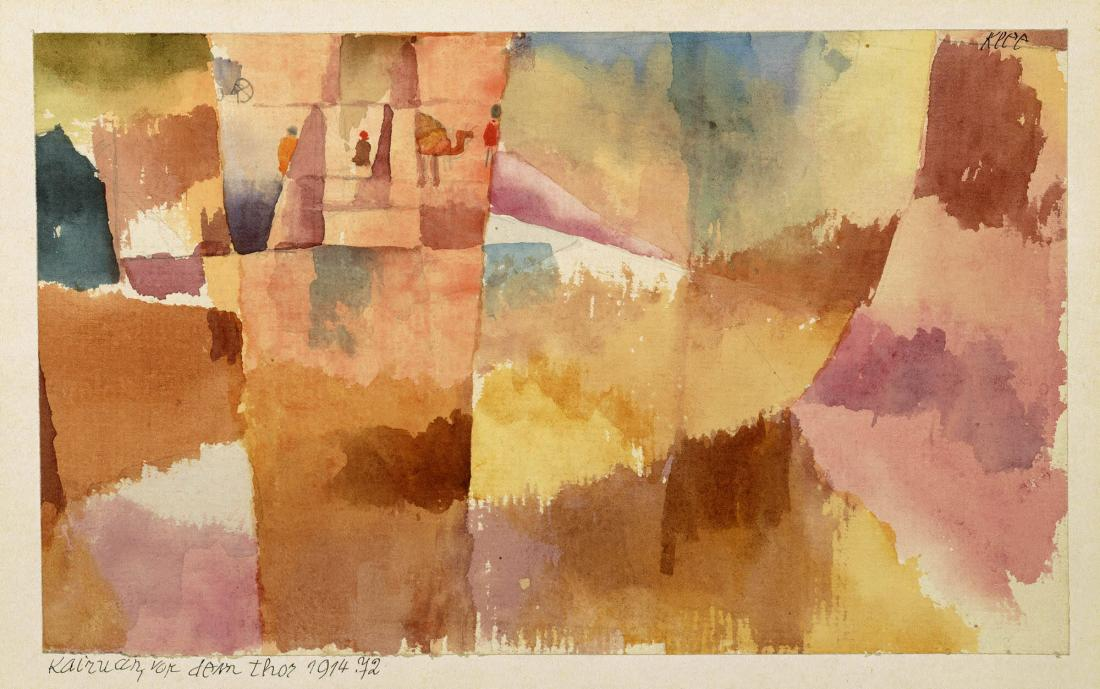
Kairouan, devant la porte de Paul Klee, Moderna Museet.
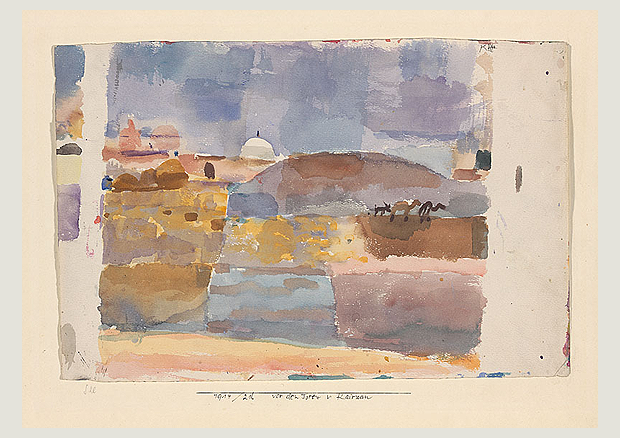
Aux portes de Kairouan de Paul Klee, Centre Paul-Klee.
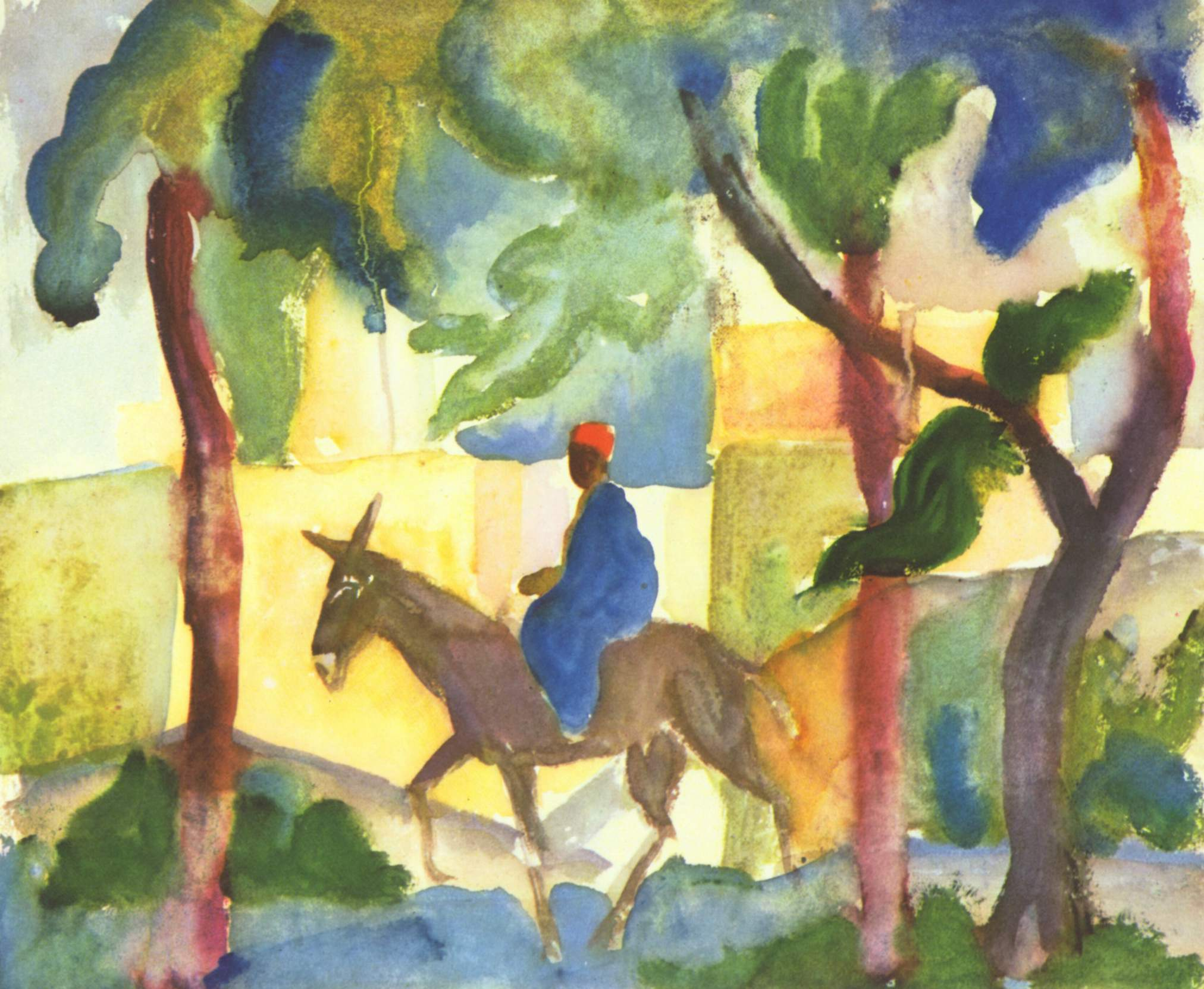
L'Ânier d'August Macke, Maison August-Macke (de).
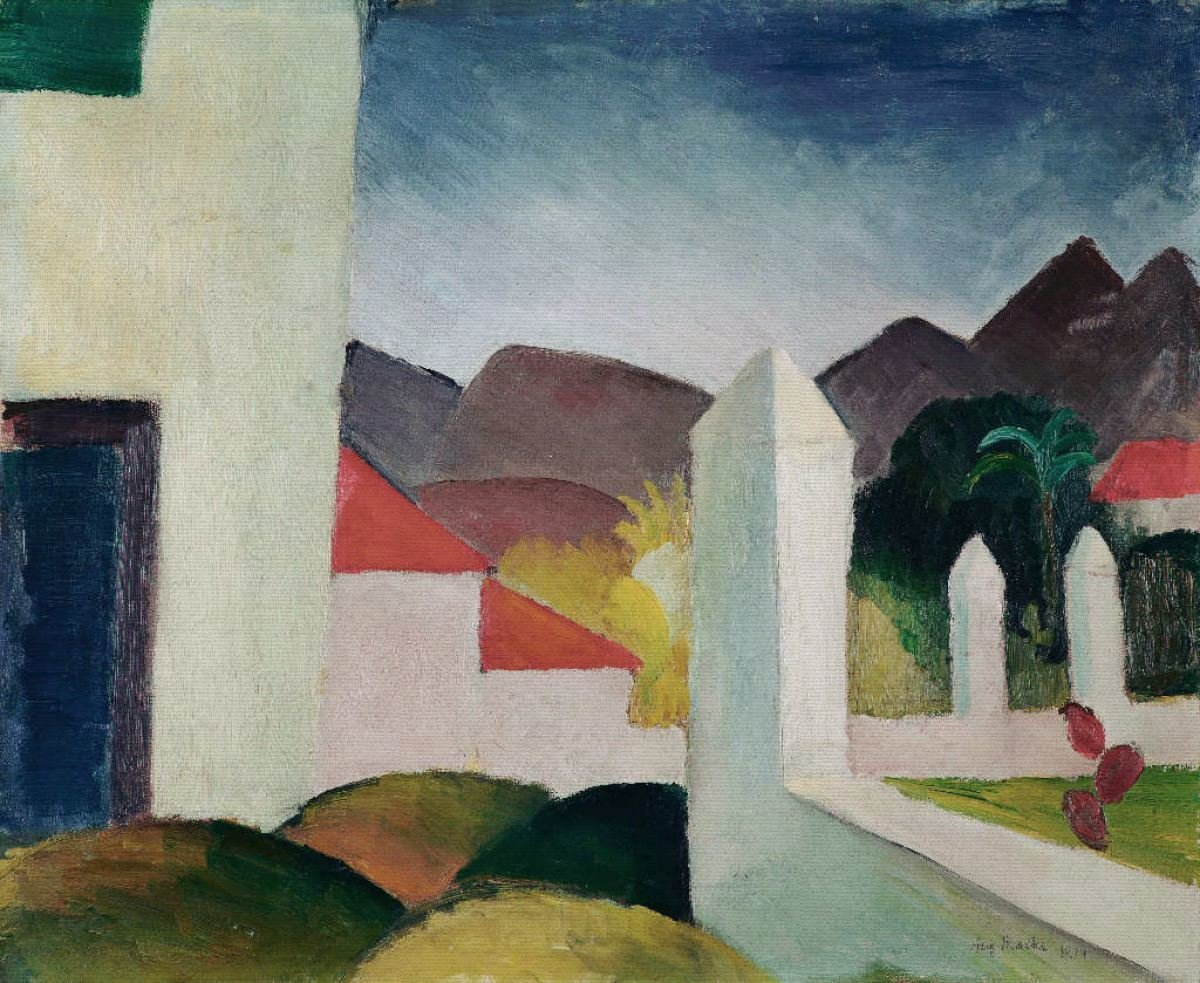
Paysage africain d'August Macke, Kunsthalle de Mannheim.

## Conséquences pour les artistes
Inspirés par la richesse des couleurs, l'exotisme étranger et l'intensité de la lumière naturelle des paysages nord-africains, Paul Klee et August Macke réalisent des aquarelles d'une clarté et d'une luminosité impressionnantes, tandis que Moilliet reste en retrait lors de ce voyage.

Pour Paul Klee, le voyage à Tunis marque un tournant dans son travail artistique. Dès le 8 avril, il note dans son Journal ses objectifs : « la tête pleine des impressions nocturnes de la veille. Art – nature – moi. Tout de suite à l'œuvre, j'ai peint à l'aquarelle dans le quartier arabe. Me suis attaqué à la synthèse de l'architecture de la cité et de l'architecture du tableau. » C'est aussi dans son Journal – daté du 16 avril à Kairouan – qu'il note le passage célèbre : 

« J'abandonne maintenant le travail. L'ambiance me pénètre avec tant de douceur que sans plus y mettre de zèle, il se fait en moi de plus en plus d'assurance. La couleur me possède. Point n'est besoin de chercher à la saisir. Elle me possède, je le sais. Voilà le sens du moment heureux : la couleur et moi sommes un. Je suis peintre. »

Les surfaces colorées rectangulaires, si caractéristiques de Klee par la suite, qu'il voit dans l'architecture urbaine arabe, renforcent l'influence cubiste déjà présente depuis son voyage chez Robert Delaunay à Paris et se retrouvent longtemps dans son œuvre artistique, même sous forme de variations.
La couleur, qui a si durablement marqué Paul Klee, fait depuis longtemps partie intégrante de l'art d'August Macke. Lui aussi connaît et apprécie le style orphique de Delaunay. L'ami de Macke, Franz Marc, s'adresse à lui en plaisantant, dans une lettre du 10 août 1911, sous le nom d'August Vonderfarbe car Macke savait peindre ses tableaux avec effet grâce à des couleurs vives et une composition sûre. Ses travaux réalisés lors de son voyage à Tunis sont l'apogée de sa création artistique. Ses aquarelles renoncent totalement à la perspective et à la profondeur de l'espace. Des surfaces colorées géométriques presque abstraites, de petits carrés comme chez Klee, déterminent désormais le contenu du tableau, afin d'expérimenter l'effet de couleurs contiguës. Macke a prévu de créer plus tard des tableaux d'après ses aquarelles et ses dessins, mais il n'en a pas l'occasion car, quelques mois seulement après son voyage à Tunis, August Macke est tué pendant la Première Guerre mondiale.
Pour Louis Moilliet, la Tunisie n'est pas une terre inconnue : il s'y est déjà rendu en 1908 et en 1909. Lors de son deuxième voyage, la végétation l'a tellement séduit qu'il y reste huit mois avec une courte pause. Après une averse nocturne hivernale, il trouve un champ qui, la veille, semblait desséché, avec une semence levée de dix centimètres de haut au matin. En utilisant la technique de la peinture à l'huile, il réalise des tableaux décrivant ce processus de végétation, principalement avec les couleurs primaires. Moilliet s'intéresse également de manière critique au cubisme, à l'expressionnisme (son tableau Dans la Variété de 1913 exposé au musée des Beaux-Arts de Berne présente des influences berlinoises et à l'abstraction). Il est également impressionné, comme Klee, par l'architecture urbaine islamique qui semble sans perspective et qui lui permet de se détacher de l'objet. Moilliet rapporte dans une interview avec l'historien de l'art Walter Holzhausen (de) que lui, Macke et Klee avaient acheté dans un village arabe des dessins aquarelles d'artistes tunisiens représentant les tombes de marabouts avec des couleurs particulières. Ce n'est que lors de visites ultérieures en 1919-1920 et 1928 que Moilliet commence à transposer ses impressions en peinture dans ses aquarelles nord-africaines. Contrairement à ses collègues artistes, l'exotisme du paysage tunisien ne l'impressionne plus autant. Il se limite donc au rôle d'organisateur et de guide touristique.

## Après le voyage
August Macke est mort pendant la Première Guerre mondiale, le 26 septembre 1914, cinq mois après son voyage à Tunis, à Souain-Perthes-lès-Hurlus, dans le nord-est de la France. Six jours plus tôt, il reçoit encore la Croix de fer. Paul Klee est mobilisé en mars 1916, mais peut poursuivre son travail artistique pendant la Première Guerre mondiale. En 1916, la femme de Moilliet meurt à la naissance de leur premier enfant, et il commence alors une vie errante et instable. En 1917, six aquarelles de Klee sur Tunis sont présentées à la galerie berlinoise Der Sturm. En 1920, le marchand d'art munichois Hans Goltz expose 362 œuvres de Klee et en vend au moins dix en rapport avec le voyage à Tunis. Moilliet se rend à nouveau en Tunisie de décembre 1919 à mai 1920 et put y travailler artistiquement. Auparavant, il a passé un certain temps chez Hermann Hesse au Tessin. Walter Gropius appelle Klee au Bauhaus de Weimar. En 1921, Klee achève la version remaniée de son célèbre journal en vue de sa publication. Moilliet part pour une longue période au Maroc. En 1923, Klee termine provisoirement son travail avec des impressions de son voyage à Tunis. En 1925, Moilliet achève sur commande un vitrail aux motifs arabes pour la maison privée des collectionneurs d'art Hermann (de) et Margrit Rupf à Berne. En 1928-1929, il séjourne à nouveau en Tunisie et peint d'autres tableaux aux couleurs intenses. Klee visite l'Égypte à cette époque. Moilliet vient pour la dernière fois en Tunisie cet hiver-là, puis il part dans le sud de l'Espagne. En 1931, Klee devient professeur à l'Académie des beaux-arts de Düsseldorf, puis est renvoyé en 1933 sous la pression des nationaux-socialistes et retourne en Suisse. À partir de 1936, Moilliet ne s'occupe plus que de vitraux. Dans le cadre de la diffamation de l'art moderne par les nationaux-socialistes en tant qu'« art dégénéré », des œuvres d'August Macke et de Paul Klee sont confisquées et présentées dans l'exposition Art dégénéré. En raison des protestations des officiers de la Seconde Guerre mondiale et de sa décoration de la Croix de fer, les œuvres de Macke sont retirées de l'exposition. En 1936, une rétrospective des œuvres de Louis Moilliet a lieu au Kunsthaus de Zurich. En 1940, Klee meurt. Les œuvres de Moilliet sont exposées en 1961 au Kunstmuseum de Bâle et à la Kestnergesellschaft de Hanovre. Moilliet lui meurt en 1962.

## Importance pour l'histoire de l'art
Le voyage en Tunisie est considéré dans l'histoire de l'art comme le mythe de la naissance de l'art moderne. L'abstraction de la peinture, qui se développe jusque-là de manière plutôt hésitante, prend un nouvel élan après ce voyage, même si la catastrophe de la Première Guerre mondiale y contribue aussi largement. Les trois peintres se sont déjà penchés sur le thème de l'abstraction et de la non-figuration, mais le voyage stimule leur évolution vers un nouvel art. La décomposition prismatique des couleurs dans les tableaux de Robert Delaunay après 1912, appelée cubisme orphique, est connue et appréciée des trois voyageurs de Tunis. Klee, Macke et Moilliet contribuent, avec les œuvres réalisées lors de leur voyage, à une nouvelle image de l'Orient qui dépasse les idées reçues du XIXe siècle. La technique picturale qu'ils utilisent donne en outre une nouvelle importance à l'aquarelle.
Selon Michael Baumgartner, historien de l'art et spécialiste de Klee, ce voyage des trois peintres « reste auréolé d'exotisme et de lointain, de lumière et de couleur – de la fascination que l'on éprouve devant l'inspiration artistique et la réalisation de soi ». Pour Klee particulièrement, qui contribue lui-même, avec son célèbre passage, à forger le mythe qui entoure ce voyage. Au delà de ce voyage même, un autre aspect de Paul Klee est également « mythifié » et mis en avant beaucoup plus tôt par la critique. Dès 1921, le critique d'art Wilhelm Hausenstein se penche sur Paul Klee et le surestime en le présentant comme un « oriental » qui serait revenu à ses origines grâce à ce voyage : « le train de Klee vers l'est » serait la conséquence de son précédent séjour à Rome, où il a absorbé des influences arabes et où, après la « catastrophe de la guerre », lorsque « le contenu et le sens se sont perdus », il a pris « la seule voie possible vers l'abstraction, la négation picturale ». Klee lui-même a spéculé qu'il pourrait être d'origine orientale du côté maternel, car leurs ancêtres étaient originaires du sud de la France, et il en fait part à Hausenstein.
Depuis les années 1950, le voyage est un sujet d'histoire de l'art et de recherche. Les historiens qui s'y sont intéressés ont « volontiers [pris] l'artiste au pied de la lettre ». C'est Werner Haftmann qui ouvre le bal dans un ouvrage publié en 1950. En s'inspirant du célèbre passage du Journal, il écrit : « Klee est alors entièrement envahi par ce qu'il vit, l'impression est trop forte. Devant la multitude de ses observations visuelles, la fébrilité le gagne, la plupart du temps tout en profondeur, mais si intensément qu'elle se manifeste à tout moment ». Walter Holzhausen (de) et Günter Busch (de) publient en 1958 la première monographie du voyage à Tunis et sont également enthousiastes, en particulier en ce qui concerne August Macke, le voyage étant même pour eux « une heure de gloire de l'humanité ».
Ce n'est que plus tard que le journal de Paul Klee, qui sert de base à presque toutes les analyses et réflexions, est considéré de manière plus critique. L'historien de l'art et commissaire d'exposition Christian Geelhaar (de) se penche en détail sur les notes de Klee et considère le Journal III non plus comme un recueil d'entrées spontanées rédigées sur place, mais comme des textes autobiographiques compilés dans les années 1920 et 1921 à partir d'une version originale disparue. La célèbre phrase de Klee, « La couleur m'a » n'a donc été stylisée par Klee que longtemps après le voyage, comme une sorte d'« expérience d'éveil artistique » pour le débat controversé qui a débuté dans les années 1920 sur une conception scientifique théorique de la théorie des couleurs de la part du chimiste Wilhelm Ostwald,.

## Expositions (sélection)
- Die Tunisreise: Klee, Macke, Moilliet, Musée LWL d'art et de culture (de), Münster, 12 décembre 1982-13 février 1983[28].
- Die Tunisreise: Klee, Macke, Moilliet, Centre Paul-Klee, Berne, 14 mars-22 juin 2014[29].
- Klee Macke Moilliet – Tunis 2014, Musée national du Bardo, Tunis, 28 novembre 2014-14 février 2015[30].
- Paul Klee in Nordafrika. 1914 Tunesien | Ägypten 1928, Musée Berggruen, Berlin, 3 mars 2020-10 janvier 2021[31].

#### Français
- Mohamed Boudhina, Klee, Macke, Moilliet : le voyage en Tunisie de 1914, Mohamed Boudhina, 1997, 194 p. (ISBN 978-9-9732-6130-4).
- Jean Duvignaud, Klee en Tunisie : textes, Lausanne, Bibliothèque des arts, 1980, 103 p. (ISBN 978-2-8570-3008-9).
- Dominique Jarrassé, « Un modernisme méditerranéen ? Usages du voyage de Klee en Tunisie », Artl@s Bulletin, vol. 10, no 2 « The Mediterranean of Artists: A Critical Modernity, 1880-1945 »,‎ 17 novembre 2021, p. 94-102 (ISSN 2264-2668, lire en ligne, consulté le 13 mars 2022).
- Paul Klee (trad. Pierre Klossowski), Journal, Paris, Grasset, 1992 (réimpr. 1999) (1re éd. 1959), 326 p. (ISBN 978-2-2462-7912-9). .
- Nizar Mouakhar, Klee en Tunisie : virée au pays de la meilleure connaissance, Saint-Ouen, Les Éditions du Net, 2016, 42 p. (ISBN 978-2-3120-4397-5).
- Anna M. Schafroth (de) (dir.), Klee, Macke, Moilliet : 100 ans après à Tunis (Catalogue d'exposition au musée national du Bardo du 28 novembre 2014 au 14 février 2015), Berne, Till Schaap, 2015, 118 p. (ISBN 978-3-03828-048-4).

#### Allemand
- (de) August Macke et Paul Klee, Die Tunisreise : Aquarelle und Zeichnungen von August Macke, Cologne, M. DuMont Schauberg, coll. « DuMonts neue Kunst-Reihe », 1978, 85 p. (ISBN 978-3-7701-0328-7).
- (de) Ernst-Gerhard Güse, Die Tunisreise : Klee, Macke, Moilliet, Stuttgart, Gerd Hatje, 1982, 331 p. (ISBN 978-3-7757-0177-8).
- (de) Ernst-Gerhard Güse, « Die Tunisreise. Münster, Westfälisches Landesmuseum bis 13. Februar – Klee, Macke, Moilliet », Weltkunst (de), no 53,‎ 1983, p. 192-195 (ISSN 0043-261X).
- (de) Magdalena M. Moeller (de), August Macke : Die Tunisreise, Munich, Prestel, 1989, 128 p. (ISBN 978-3-7913-0990-3)Traduction française : Magdalena M. Moeller (trad. Inge Hanneforth), August Macke : le voyage en Tunisie, Paris, Hazan, 1990, 128 p. (ISBN 978-2-8502-5219-8)
- (de) Michael Baumgartner et Angela Nyffeler, Die Tunisreise 1914 : Paul Klee, August Macke, Louis Moilliet, Ostfildern, Hatje Cantz, 2014, 333 p. (ISBN 978-3-7757-3762-3)Traduction française : Michael Baumgartner (dir.) (trad. Marie-Claude Delion-Below et Geneviève Roux-Faucard), Le voyage en Tunisie : Paul Klee, August Macke, Louis Moilliet (catalogue d'exposition, Berne, Centre Paul-Klee, 14 mars-22 juin 2014), Ostfildern, Hatje Cantz, 2014, 333 p. (ISBN 978-3-7757-3761-6).

#### Autres
- (en) Roger Benjamin et Cristina Ashjian, Kandinsky and Klee in Tunisia, Berkeley, University of California Press, 2015, 248 p. (ISBN 978-0-5202-8365-7).